# Dineutus discolor
Dineutus discolor es una especie de escarabajo del género Dineutus, familia Gyrinidae. Fue descrita científicamente por Aubé en 1838.
Habita en Canadá y los Estados Unidos (desde Nueva Escocia y Florida hasta Ontario, Minnesota y Texas). Los machos miden 10.9–12.1 mm y las hembras 10.6–12.8 mm.